# Louis Rée

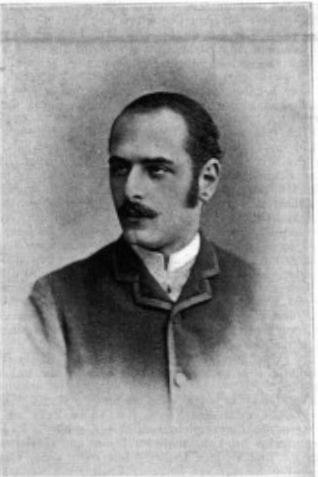
Louis Rée (Quelle: Österreichische Musik- und Theaterzeitung IV. Band, Nr. 2, Oktober 1891, S. 1)

Louis (Luis) Rée (* 15. Oktober 1861 in Edinburgh; † 28. Februar 1939 in Wien) war ein Pianist, Komponist sowie Professor für Klavier und Komposition in Wien. 

## Leben
Louis Rée, Sohn eines Fabrikanten, studierte Klavier und Theorie an den Konservatorien in Genf (1879/80) und Stuttgart (bis 1884). 1885 ging er nach Wien, um Unterricht von Theodor Leschetizky (Klavier) und Robert Fuchs (Komposition) zu erhalten. Im Jahr 1888 wirkte bei einem seiner Konzerte in Wien die Pianistin Susanne Pilz mit, die er 1889 heiratete.
Zusammen mit seiner Frau unternahm er als Klavierduo bis ca. 1917 sehr erfolgreiche Konzerttourneen durch die Städte Stuttgart, Hamburg, Leipzig, Berlin, Prag und Dresden, bei denen neben einem breiten Repertoire auch seine eigenen Kompositionen aufgeführt wurden. 1914 wurde Louis Rée Klavier- und Kompositionslehrer am Neuen Wiener Konservatorium, wo auch seine Frau Klavier- und Gesangsunterricht erteilte.

## Kompositionen (Auswahl)
Orchesterwerke
- Suiten (z. B. Auf dem Lande, op. 25); Klavierkonzert d-Moll

Konzerte für 2 Klaviere
- Romanze für Violine u. Klavier

2- und 4-händige Klavierstücke
- Variationen für Klavier, op. 8

Lieder
- Liebes-Idylle, op. 10 (Liederzyklus nach Gedichten von E. Oehmke)
- Acht Lieder, op. 12 (nach Gedichten von M. Kalbeck)